# 哈维撞墙
哈維撞牆是一杯由伏特加、橙汁和加利安奴混合而成的一杯雞尾酒。

## 歷史
早在1971年哈維撞牆就曾出現在文獻中。這種雞尾酒被認為是由三屆世界冠軍調酒師多納托·安東尼於1952年發明的，並由安東尼以一位經常在洛杉磯他本人的黑色守望（Black watch）酒吧出沒的一位沖浪運動員命名。然而最近烹飪歷史學家的研究對這一理論提出了懷疑。羅伯特·西蒙森甚至說：“沒有一個正常人相信過這個故事。”西蒙森強調缺乏任何黑色守望酒吧的歷史記錄，並指出事實上安東尼在相關時期住在康涅狄格州的哈特福德而不是洛杉磯。
其他歷史學家如大衛·瓦德里希強調了麥克森進口公司及其營銷團隊在開發該飲料在廣告方面的作用，其中證實該公司在20世紀60年代末委托一位圖形藝術家開發了一個“哈維撞牆”穿著涼鞋的沖浪運動員吉祥物。眾所周知，麥克森公司的高管喬治·貝德納在推廣該飲料方面發揮了重要作用，並以此來銷售雞尾酒中成分加利安奴力嬌酒，貝德納聲稱他為該飲料寫了一句流行的標語：“哈維撞牆，就是這個名字，並且我可以製造出來！”

## 在其他文化的體現
- 1973年丹·希克斯的歌曲〈發薪日藍調〉（Payday Blues）中有這樣一句話：「這一輪我請客，酒保！給我來一杯哈維撞牆。」
- 1982年的密爾瓦基釀酒人是美聯冠軍得主，因為球隊在賽季中期主教練哈維·金恩的帶領下，打出了強大的打法（撞牆方法），所以被冠以“哈維撞牆隊”的綽號。[7]
- 特種部隊（SAS）有時將C4炸藥稱為“哈維撞牆炸藥”。
- 哈維撞牆有時被用來指代「撞牆」的一種解迷宮演算法。
- 哈維撞牆是加拿大兒童劇《搞笑的恐怖屋》中經營“死字（dead-letter）”郵局的木偶角色。
- 保守派脫口秀主持人邁克爾·薩維奇（英语：Michael Savage）將競爭對手保守派脫口秀主持人肖恩·漢尼提稱為哈維撞牆。[8]
- 在《芝麻街》中，曾經出現過一個叫哈維-很有趣的事（Harvey Kneeslapper）的角色，他喜歡講實際的笑話和謎語。
- 說唱歌手和製作人托尼·D在他的一些發行作品中使用了哈維撞牆這個別名。
- 在2018年的喜劇《游戲之夜》中的一個場景中提到了這種飲料。
- 在《指定幸存者》第三季第9集提到了這種飲料。
- 在《美國人》第一季第11集的第二場戲中反復提到了這種飲料。
- 在《辛普森一家》第三季第10集“Flaming Moe's”中，荷馬（Homer）被律師萊昂內爾·赫茲（Lionel Hutz）告知：“你不能對一種飲料進行版權保護，這一切都要追溯到78年的弗蘭克撞牆案。”
- 在《家家有本難念的經》第八季第7集中，埃爾奇和米特不知道什麼是哈維撞牆，所以他們為3種威士忌和橙汁混合在一起。